# ويليام آدم (أستاذ جامعي)
ويليام آدم هو مرمم بلجيكي، ولد في 27 سبتمبر 1909، وتوفي في 3 نوفمبر 1988.